# Torriano
Torriano è uno dei centri abitati che compongono il comune italiano di Certosa di Pavia, conta 949 abitanti. Costituì un comune autonomo fino al 1929, quando venne unito ai comuni di Borgarello e Torre del Mangano, a formare il comune di Certosa di Pavia.
La chiesa di Sant'Apollinare Vescovo e martire, originaria del secolo XV, è sede di parrocchia ed è situata non lontano da alcune risaie.

## Società

### Evoluzione demografica
Abitanti censiti:
- 185 nel 1576
- 327 nel 1751
- 549 nel 1780
- 477 nel 1805
- 485 nel 1807
- 130 nel 1853
- 514 nel 1859
- 613 nel 1861
- 567 nel 1871
- 610 nel 1877
- 1022 nel 1881
- 1033 nel 1901
- 1073 nel 1911
- 984 nel 1921
- 901 nel 2011
- 949 nel 2017